# Josef Leipold
Josef Leipold (Alt Rohlau (bij Karlsbad), 10 november 1913 - Lublin, 8 maart 1949) was een Duits-Tsjechisch Obersturmführer van de SS en commandant van het naziconcentratiekamp Brunnlitz.

## Levensloop
Josef Leipold werd geboren op 10 november 1913 in Altrohlau (bij Karlsbad) in Sudetenland. Hij was kapper van beroep voordat hij in dienst kwam bij het Tsjechoslowaakse leger. Van 1 oktober 1935 tot 20 september 1937 was hij onderofficier.
Hij werd in 1938 lid van de NSDAP (lidnummer: 6 568 081) en in datzelfde jaar ook lid van de Allgemeine-SS (lidnummer: 344 830). Hij begon zijn kampdienst in Mauthausen. Op 15 november 1941 werd hij overgeplaatst naar KL Lublin. Van januari tot juni 1944 was hij de laatste commandant van het joodse werkkamp Budzyn. Van hieruit werd hij overgeplaatst naar KL Plaszow-Wieliczka en daarna naar KL Groß-Rosen.
Van oktober 1944 tot februari 1945 was hij Lagerführer in het kamp Brunnlitz bij Brněnec. Dit kamp heeft zijn bekendheid bij het grote publiek gekregen, omdat dit het kamp was van waaruit Oskar Schindler een grote groep Joden redde. In de film Schindler's List worden de mannelijke Joden door Josef Leipold ontvangen op het perron. Na de liquidatie van het kamp werd Josef Leipold opgenomen in de 18. SS-Freiwilligen-Panzergrenadier-Division Horst Wessel.
Josef Leipold werd op 23 januari 1947 gearresteerd en overgedragen aan de Poolse autoriteiten, alwaar hij op 9 november 1948 ter dood werd veroordeeld. Het vonnis werd op 8 maart 1949 door middel van ophanging voltrokken.

## Registratienummers
- NSDAP-nr.: 6 568 081
- SS-nr.: 344 830